# Salpa

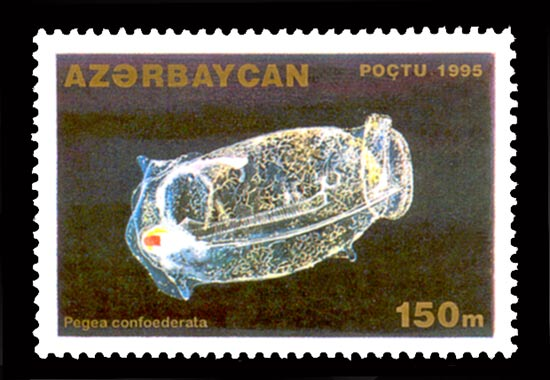
Pegea confederata num selo postal emitido em 1995 pela administração postal do Azerbaijão.

Salpa (plural salpas), é a designação dada a um conjunto de espécies de tunicados planctónicos da família Salpidae, caracterizadas por corpos gelatinosos de forma cilíndrica. Estes organismos movem-se bombeando a água longitudinalmente através dos seus corpos, ao mesmo tempo que a filtram num conjunto de estruturas lamelares internas nas quais retêm o plâncton, o seu único alimento conhecido.

## Distribuição
As salpas são comuns na generalidade dos oceanos, ocorrendo em águas equatoriais, subtropicais, temperadas e frias, correndo junto à superfície do mar, em indivíduos isolados ou em colónias constituídas por longas cadeias lineares de indivíduos interligados. A maior concentração de salpas ocorre no Oceano Austral, nas proximidades da Antárctica, onde por vezes formam enormes concentrações, geralmente em águas profundas, podendo localmente ser mais abundantes que o krill. Observações feitas desde 1910 mostram que enquanto as populações de krill estão em declínio, as de salpas têm vindo a crescer.

## Biologia
As salpas têm um ciclo de vida, com uma alternância obrigatória de formas entre gerações. Ambas as formas do ciclo de vida coexistem nas águas do mar e, embora parecem muito diferentes, ambas são em geral transparentes, tubulares, gelatinosas, com dimensões que normalmente estão entre 1 e 10 cm de comprimento.
As formas solitárias, conhecidas por oozoides, são pequenos animais em forma de barril que se reproduzem assexuadamente, produzindo uma cadeia de dezenas a centenas de indivíduos, liberados a partir do progenitor como seres submicroscópicos.
A formas agregadas do ciclo de vida são constituídas por indivíduos agregados, conhecidos como blastozoides, que permanecem ligados enquanto nadam e se alimentam. Cada indivíduo da cadeia cresce em tamanho e reproduz-se sexuadamente, agindo como hermafroditas sequenciais, maturando inicialmente no sexo feminino, sendo então fertilizado por gâmetas masculinos produzidos por cadeias mais velhas. Com o desenvolvimento  do embrião forma-se um oozoide ligado à parede do corpo da mãe, sendo que esta concomitantemente evolui para o sexo masculino, passando a libertar gâmetas masculinas. Os oozoides crescentes são eventualmente libertados a partir dos blastozoides pais, continuando a alimentar-se e a crescer como a fase assexuada solitária da espécie, fechando assim o ciclo de vida.
A alternância das gerações permite um tempo de geração rápido, com a coexistência de indivíduos solitários e cadeias de agregação em alimentação conjunta. Quando o fitoplâncton é abundante, esta reprodução rápida leva à florescência (bloom) das populações de salpas, de curta duração, os quais acabam por filtrar a maior parte do fitoplâncton disponível, desaparecendo quando a escassez de alimento torna impossível sustentar as enormes populações de salpas que se formam nessas ocasiões

## Importância ecológica
Uma das razões para o sucesso ecológico das salpas é a forma como respondem à variação da abundância de fitoplâncton e em particular aos blooms algais: quando há abundância de alimentos, as salpas podem rapidamente aumentar a sua população produzindo assexuadamente clones que consomem o fitoplâncton e crescem a uma taxa que é provavelmente a mais rápido entre os organismos multicelulares. Se o fitoplâncton é muito densa, a densidade de salpas é tal que podem obstruir a luz e forçar o afundamento do plâncton. Em casos de superabundância, as águas costeiras e as praias podem ficar recobertas por massas viscosas sob a forma largas esteiras de corpos salpas e outras espécies planctónicas. Em consequência dessas características, as populações de outras espécies que habitam as mesmas águas podem experimentar flutuações acentuadas na densidade das suas populações devido à concorrência com os salpas.
O afundamento de peletes fecais e corpos de salpas em decomposição transportam carbono para o fundo do mar, sendo que as salpas são abundantes o suficiente para ter um efeito sobre o oceano global, funcionando como uma bomba biológica de remoção de carbono das águas para os fundos. Em consequência, grandes mudanças na abundância e distribuição das salpas podem alterar o ciclo do carbono nos oceanos e desempenhar um papel importante na sua sequestração e por essa via nas mudanças climáticas.

## Sistema nervoso e relações filogenéticas
As salpas estão relacionados com os grupos de tunicados pelágicos da ordem Doliolida e do género Pyrosoma, bem como algumas formas de tunicados bentónicas .
Embora salpas parecem morfologicamente semelhantes às medusas, partilhando uma forma corporal simples e comportamento planctônico, são estruturalmente mais intimamente relacionadas com os vertebrados, os animais com verdadeiras espinhas dorsais.
As salpas parecem ser uma forma preliminar na cadeia evolutiva que conduziu aos vertebrados, sendo por isso utilizados como ponto de partida em modelos demonstrativos da forma como os vertebrados evoluíram. Especula-se que os pequenos feixes de nervos e gânglios nervosos típicos das salpas estão entre os primeiros exemplos de um primitivo sistema nervoso, que eventualmente evoluiu para os complexos sistemas nervosos centrais dos vertebrados.

## Classificação
O World Register of Marine Species lista os seguintes géneros e espécies na ordem Salpida:
| - Ordem Salpida - Família Salpidae - Género Brooksia Metcalf, 1918 - Brooksia berneri van Soest, 1975 - Brooksia rostrata (Traustedt, 1893) - Género Cyclosalpa de Blainville, 1827 - Cyclosalpa affinis (Chamisso, 1819) - Cyclosalpa bakeri Ritter, 1905 - Cyclosalpa foxtoni Van Soest, 1974 - Cyclosalpa ihlei van Soest, 1974 - Cyclosalpa pinnata (Forskål, 1775) - Cyclosalpa polae Sigl, 1912 - Cyclosalpa quadriluminis Berner, 1955 - Cyclosalpa sewelli Metcalf, 1927 - Cyclosalpa strongylenteron Berner, 1955 - Género Helicosalpa Todaro, 1902 - Helicosalpa komaii (Ihle & Ihle-Landenberg, 1936) - Helicosalpa virgula (Vogt, 1854) - Helicosalpa younti Kashkina, 1973 - Género Ihlea Metcalf, 1919 - Ihlea magalhanica (Apstein, 1894) - Ihlea punctata (Forskål, 1775) - Ihlea racovitzai (van Beneden & Selys Longchamp, 1913) - Género Metcalfina - Metcalfina hexagona (Quoy & Gaimard, 1824) - Género Pegea Savigny, 1816 - Pegea bicaudata (Quoy & Gaimard, 1826) - Pegea confederata (Forsskål, 1775) - Pegea confoederata (Forskål, 1775) | - - - Género Salpa Forskål, 1775 - Salpa aspera Chamisso, 1819 - Salpa fusiformis Cuvier, 1804 - Salpa gerlachei Foxton, 1961 - Salpa maxima Forskål, 1775 - Salpa thompsoni (Foxton, 1961) - Salpa tuberculata Metcalf, 1918 - Salpa younti van Soest, 1973 - Género Soestia - Soestia cylindrica (Cuvier, 1804) - Soestia zonaria (Pallas, 1774) - Género Thalia - Thalia cicar van Soest, 1973 - Thalia democratica (Forskål, 1775) - Thalia longicauda (Quoy & Gaimard, 1824) - Thalia orientalis Tokioka, 1937 - Thalia rhinoceros van Soest, 1975 - Thalia rhomboides (Quoy & Gaimard, 1824) - Thalia sibogae van Soest, 1973 - Género Thetys Tilesius, 1802 - Thetys vagina Tilesius, 1802 - Género Traustedtia - Traustedtia multitentaculata (Quoy & Gaimard, 1834) - Género Weelia Yount, 1954 - Weelia cylindrica (Cuvier, 1804) |